# Base aérienne 121 Nancy-Essey
La base aérienne 121 Nancy-Essey était un site opérationnel de l'Armée de l'air, situé sur le territoire de la commune d'Essey-lès-Nancy, près de la ville de Nancy.
Elle était active de 1920 à 1964. 